# 塘路車站

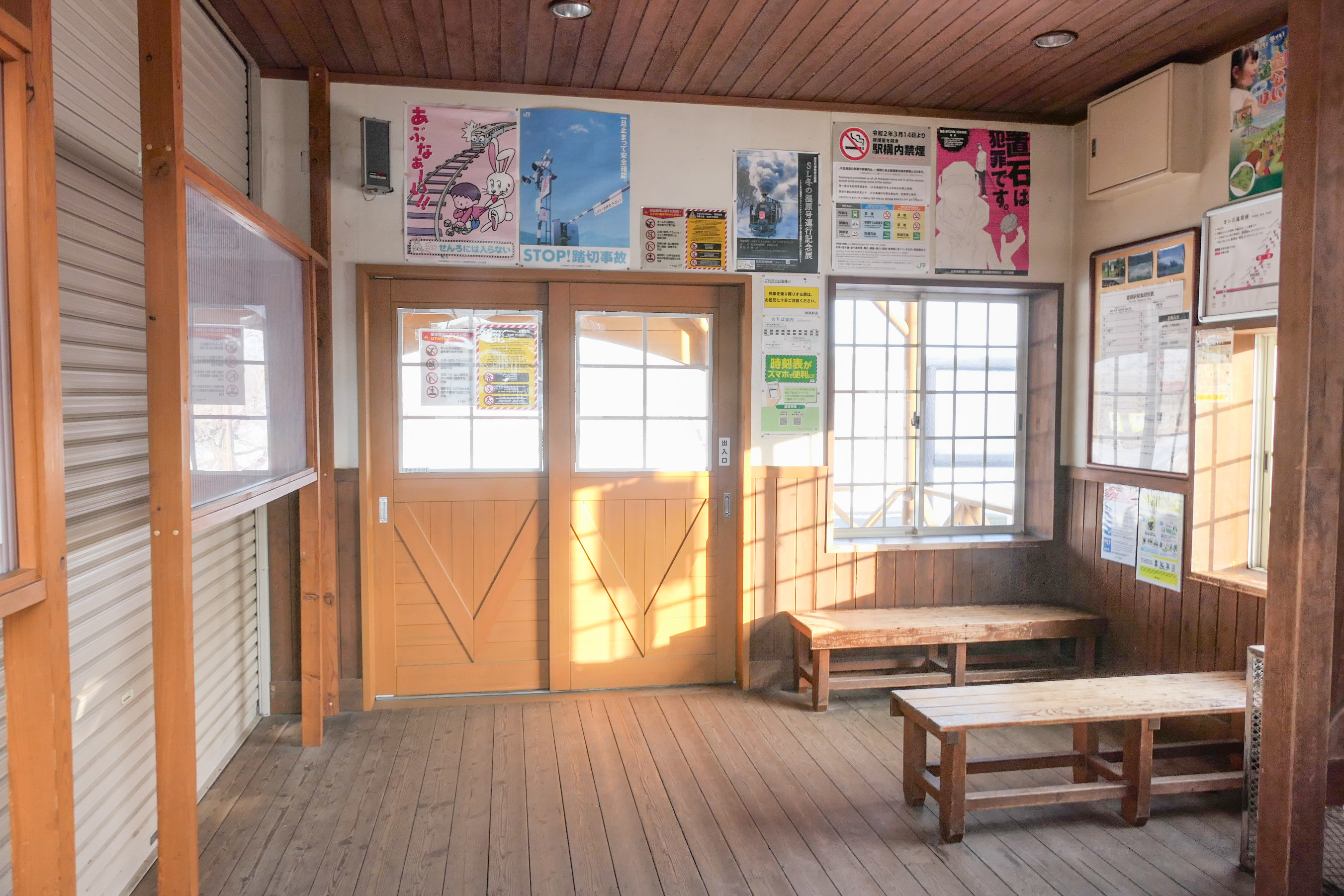
車站內部（2025年2月）

塘路車站（日语：／ Tōro eki */?）是由北海道旅客鐵道（JR北海道）所經營的鐵路車站，位於日本北海道釧路郡標茶町。本站是釧網本線的鐵路車站，位於JR北海道釧路支社的管轄範圍內，並由釧路車站代為管理。本站的站房採用圓木小屋的風格，站內則附設一家名為「諾羅科與8001」（ノロッコ＆8001）的咖啡店。

## 簡介
本站的站名源自於愛奴語的「to-or/」，意指「湖沼處」。車站東側緊鄰釧路濕原周遭面積最大的湖泊——面積達6.3平方公里的塘路湖，再加上又是釧路川上的獨木舟探險活動的起點，利用本站進出的觀光客為數眾多。包括蒸汽機車牽引的「SL冬之濕原號」與觀光小火車「釧路濕原諾羅科號」（くしろ湿原ノロッコ号）等臨時觀光列車皆在本站停靠。其中部分夏季的釧路濕原諾羅科號車次還是以塘路作為折返車站。而1991年上映的日本電影《仔鹿物語》就是以塘路車站作為拍攝背景。

## 歷史
- 1927年（昭和2年）9月15日 - 以國有鐵道車站身份開始營業，屬一般車站等級。
- 1953年（昭和28年）1月31日 - 車站站房改建。
- 1973年（昭和48年）2月5日 - 廢除貨運服務。
- 1984年（昭和59年）2月1日 - 廢除行李托運服務。
- 1986年（昭和61年）11月1日 - 車站簡易委託化。
- 1987年（昭和62年）4月1日 - 國鐵分割民營化後，由JR北海道繼承。
- 1992年（平成4年）4月1日 - 廢除簡易委託，車站完全無人化。

## 車站周邊
- 國道391號
- 標茶町塘路社區服務中心
- 弟子屈警察署塘路駐在所
- 塘路郵政局
- 塘路漁業協同組合
- 塘路湖
- 標茶町立塘路中小學
- 釧路濕地
- 奥爾科特及塘路湖生態博物館中心（博物館）
- 塘路湖邊（獨木舟站、濕地獨木舟下）
- 標茶町民俗博物館（舊釧路監獄總館）
- 禮炮展望台
- 標茶町有巴士「塘路」車站

## 相鄰車站
北海道旅客鐵道（JR北海道）
■釧網本線
快速「知床」（※）
茅沼（B59）－塘路（B58）－釧路濕原（B56）（※）－遠矢（B55）
普通
茅沼（B59）－塘路（B58）－細岡（B57）
（※）快速「知床」的釧路濕原站通過停靠：往釧路方向全年停靠、往網走方向只限5月1日－11月30日停靠。

## 外部連結
- （日語）JR北海道 – 塘路車站 （页面存档备份，存于）
- （日語）全驛參觀之旅 （页面存档备份，存于）